# Parafia Świętej Trójcy w Bielsku-Białej
Parafia Świętej Trójcy w Bielsku-Białej – parafia prawosławna w Bielsku-Białej, w dekanacie Kraków diecezji łódzko-poznańskiej Polskiego Autokefalicznego Kościoła Prawosławnego.
Świątynię parafii stanowi cerkiew tymczasowa położona u zbiegu ulic Jeżynowej i Rysiej w dzielnicy Kamienica w Bielsku-Białej.

## Historia

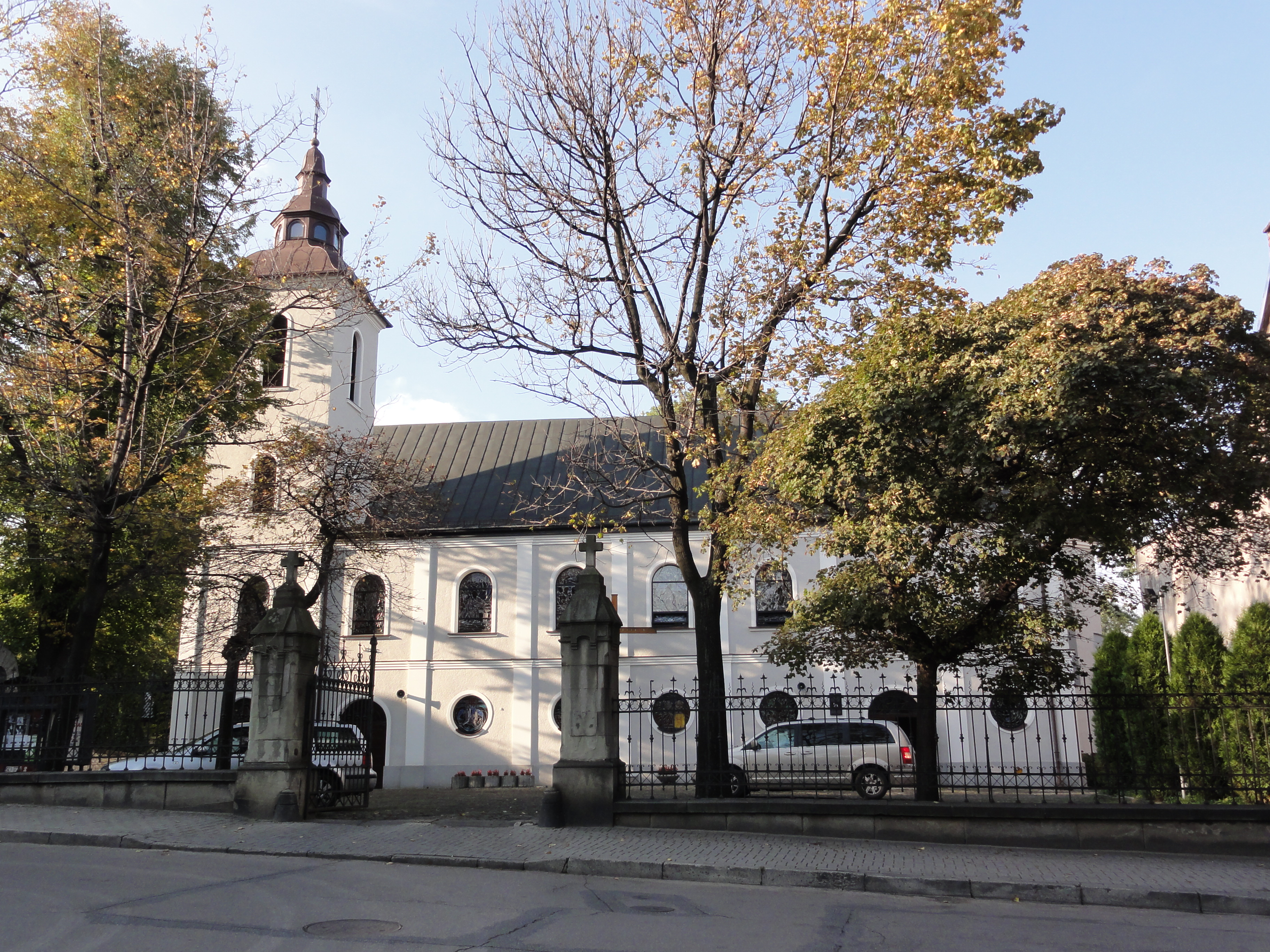
Kościół rzymskokatolicki Świętej Trójcy, gdzie prawosławne nabożeństwa odbywały się w latach 2018–2024

W grudniu 2017 bp Atanazy wystosował prośbę do rzymskokatolickiego bpa Romana Pindla w celu uzyskania zezwolenia na prowadzenie prawosławnych nabożeństw w kościele Świętej Trójcy w Bielsku-Białej. Zgodę otrzymano, a organizacją punktu duszpasterskiego oraz jego obsługą zajął się ks. Mikołaj Dziewiatowski z parafii w Sosnowcu.
10 marca 2018 miał miejsce pierwszy w Bielsku-Białej prawosławny moleben, a po nim odprawiona została panichida za zmarłych. Modlitwy zgromadziły około 50 wiernych. Prawosławne nabożeństwa rozpoczęto prowadzić regularnie, raz na miesiąc. 
22 lutego 2021 odbyła się tu miejsce pierwsza Boska Liturgia, którą poprowadził bp Atanazy.
1 sierpnia 2021 bielski punkt duszpasterski został przeniesiony pod administrację parafii w Częstochowie.
16 stycznia 2023 dekretem bpa Atanazego została ustanowiona samodzielna parafia prawosławna pw. Świętej Trójcy w Bielsku-Białej. Na początku 2023 Święte Liturgie odbywały się dwa razy w miesiącu, w pierwszą i trzecią sobotę. Uczestniczyło w nich każdorazowo 60-80 wiernych.
Decyzją Rady Miejskiej z 23 marca 2023 parafia pozyskała od miasta w użytkowanie wieczyste działkę w dzielnicy Kamienica, zlokalizowaną u zbiegu ulic Jeżynowej i Rysiej, z przeznaczeniem na budowę tam cerkwi oraz domu parafialnego. 9 września 2023 odbyło się poświęcenie ustawionego tam krzyża. 22 lutego 2024 na działce rozpoczęto wznoszenie cerkwi tymczasowej, stanowiącej obiekt użytkowany wcześniej w Zaściankach. 
23 marca 2024 miało miejsce ostatnie nabożeństwo w kościele św. Trójcy, od tej pory świątynią parafii stała się cerkiew tymczasowa.
Proboszczowie parafii:
2023 – ks. Marcin Bielawski
2023 – nadal – ks. Michał Kuryło.